# Summerhayesia
Summerhayesia là một chi thực vật có hoa trong họ, Orchidaceae.